# Méghalayen
Stratigraphie
Northgrippien
Paléogéographie et climat
Contexte géodynamique
dernier stade interglaciaire
Le Méghalayen est le plus récent des trois étages géologiques de l'Holocène. Il a débuté, selon sa définition par la Commission internationale de stratigraphie, en 4250 avant l'an 2000, c'est-à-dire en 2250 avant notre ère, et continue actuellement,,,. Son début est marqué par l'Événement climatique de 4200 AP, correspondant à une période de grande sécheresse dans certaines régions du monde.
La division de l'Holocène en trois étages a été proposée en 2012. La définition des subdivisions de l'Holocène, le Greenlandien, le Northgrippien et le Méghalayen, a été ratifiée par la Commission internationale de stratigraphie en 2018,. Cette décision ne fait cependant pas l'unanimité.

## Définition
Le point stratotypique mondial définissant la base du Méghalayen est un spéléothème provenant de la grotte de Mawmluh, située au Meghalaya, dans le Nord-Est de l'Inde. Cette stalagmite, répertoriée KM-A (KM pour Krem Mawmluh, « Krem » voulant dire « grotte » en langue khasi), a été collectée dans une cavité à environ 1 500 m de l'entrée de la grotte,.
La stalagmite porte des marques de l'événement climatique de 4200 AP dont les preuves ont été retrouvées sur tous les continents. Aux basses et moyennes latitudes, ce changement climatique s'est traduit par une période de sécheresse sévère qui a eu un impact sur les civilisations en particulier en Égypte, en Grèce, en Mésopotamie, dans la vallée de l'Indus et dans la vallée du Yangzi Jiang en Chine. Les traces de l'évènement climatique ne sont pas visibles à l’œil nu sur la stalagmite mais l'analyse de celle-ci révèle des variations abruptes en 4 300 et 4 100 AP de la composition isotopique en oxygène (δ18O), interprétées comme un affaiblissement des moussons de 20 à 30 % dans cette région de l'Inde. L'âge de 4 200 AP, intermédiaire entre ces deux évènements, a été retenu pour définir la limite entre le Northgrippien et le Meghalayen,,,.
Une carotte de glace provenant du mont Logan au Yukon (Canada) sert de stratotype auxiliaire. Cette carotte indique une brusque excursion vers 4 200 AP de δ18O vers des valeurs basses, interprétée comme un transport accru d'humidité provenant de l'océan Pacifique et une avancée des glaciers dans le nord-est de l'Amérique du Nord. Cette carotte de glace a été perdue en 2017 à la suite d'une défaillance de l'entrepôt frigorifique où elle était conservée à l'université d'Alberta à Edmonton.

## Débats
La ratification en 2018 du découpage de l'Holocène en trois étages n'a pas fait consensus dans la communauté scientifique. Pour certains, la décision a été trop hâtive par rapport à la proposition de cette division effectuée en 2012 ; notamment, la définition de la limite inférieure de l'étage ne correspondrait pas à un événement planétaire. Par ailleurs, pour les partisans de l'Anthropocène, cette nouvelle échelle des temps géologiques ne tient pas compte de la proposition de définir cette subdivision géologique qui marquerait un impact global de l'Homme sur l'écosystème terrestre. Cette échelle laisse toutefois la place pour une définition formelle de l'Anthropocène selon les défenseurs de la subdivision actuelle,,,,.

## Subdivisions de l'Holocène

### Anciennes chronozones (1982)
En dates calibrées AP :
- Préboréal : de 12 080 à 10 187 ans AP ;
- Boréal : de 10 187 à 8 332 ans AP ;
- Atlantique : de 8 332 à 5 166 ans AP ;
- Subboréal : de 5 166 à 2 791 ans AP ;
- Subatlantique : de 2 791 ans AP à aujourd'hui.

### Nouvelles subdivisions (2018)
L'Holocène a été subdivisé par la Commission internationale de stratigraphie en trois étages,,, :
- le Greenlandien, s'étendant de 11 750 à 8 286 ans avant l'an 2000, soit de 11 700 à 8 236 ans AP ;
- le Northgrippien, s'étendant de 8 286 à 4 300 ans avant l'an 2000, soit de 8 236 à 4 250 ans AP ;
- le Méghalayen, s'étendant de 4 300 ans avant l'an 2000 à aujourd'hui, ou de 4 250 ans AP à aujourd'hui.